# Erlingsdorf

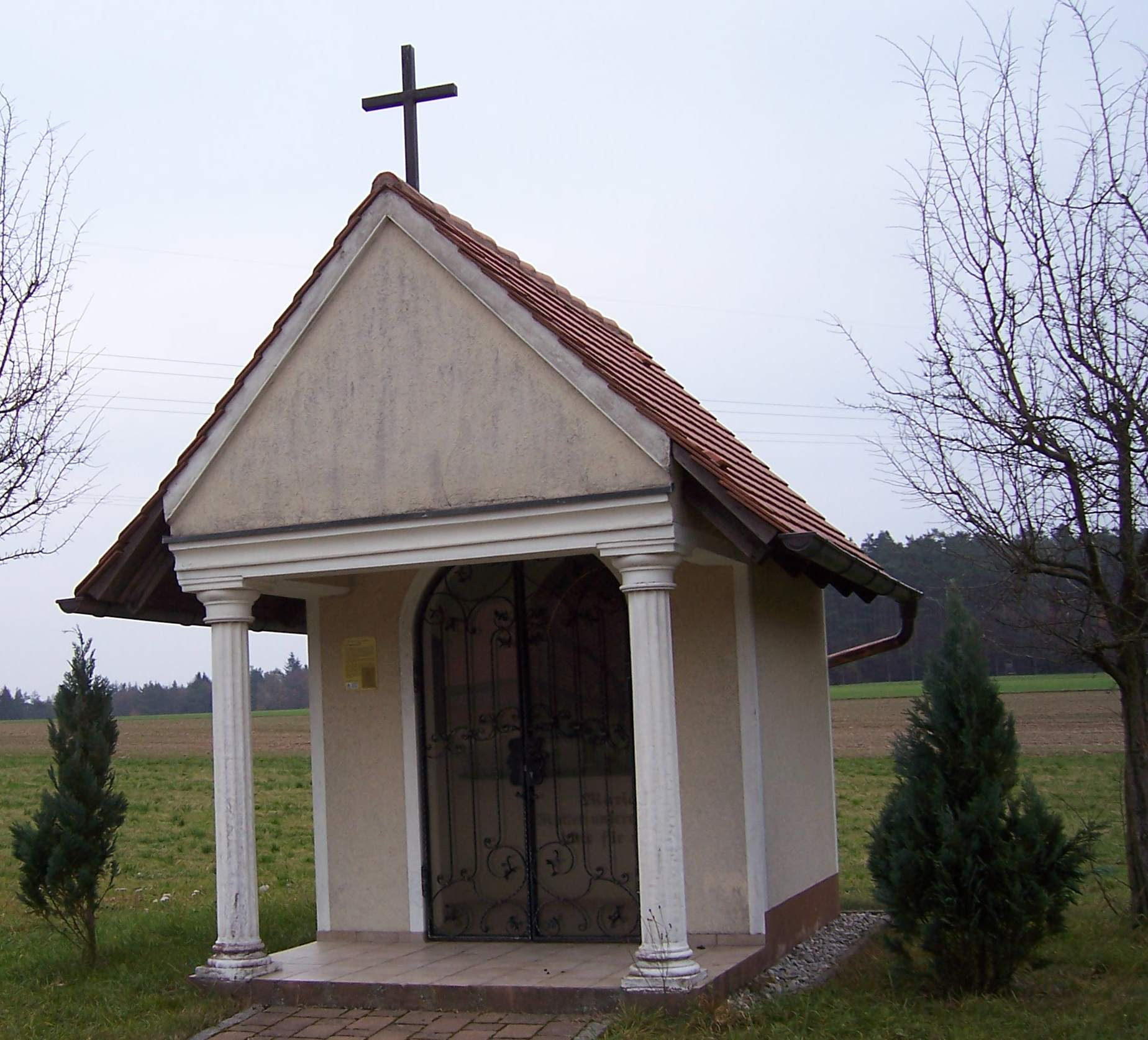
Dreifaltigkeitskapelle Erlingsdorf

Erlingsdorf ist ein Gemeindeteil des Marktes Pleinfeld im Landkreis Weißenburg-Gunzenhausen (Mittelfranken, Bayern). Erlingsdorf liegt in der Gemarkung Allmannsdorf.

## Lage
Der Weiler liegt im Fränkischen Seenland im Süden des Spalter Hügellandes, knapp 1,5 km nördlich des Großen Brombachsees. Die Siedlungsfläche des Ortes umfasst ein bis zwei Hektar. Er ist über die Kreisstraße WUG 18 von Stirn aus erreichbar.

## Geschichte
Die Geschichte Erlingsdorfs begann 1721 mit dem Knappenhof, der 1850 neu aufgestockt wurde. Später entstanden daraus zwei weitere Bauernhöfe.
Am 1. April 1971 wurde der ehemalige Gemeindeteil von Allmannsdorf im Zuge der Gemeindegebietsreform in den Markt Pleinfeld eingegliedert.
Erlingsdorf ist hauptsächlich durch Landwirtschaft geprägt, auch der Tourismus spielt durch den nahen Brombachsee eine Rolle. Heute besteht es aus drei landwirtschaftlichen Betrieben, die ursprünglich alle Milchviehbetriebe mit zusätzlichem Hopfenanbau waren. Insgesamt besitzen die Erlingsdorfer Bauern über 40 Hektar Felder, Wiesen und Wälder.